# Щучинов, Артём Александрович
Артём Александрович Щучинов (род. 19 октября 2005, Нижний Тагил, Свердловская область, Россия) — российский хоккеист, защитник. Мастер спорта России (2025).

## Биография
Родился в Нижнем Тагиле 19 октября 2005 года. Начинал карьеру в местном клубе «Спутник». В 2020 году перешёл в хоккейную академию клуба «Трактор».
В Молодёжной хоккейной лиге стал выступать с сезона 2021/2022 годов. Играл в составе «Белых медведей». За всё время провёл 73 матча, в которых забросил 4 шайбы и отдал 14 результативных передач.
В сезоне 2022/23 годов дебютировал в Континентальной хоккейной лиге, вышел на 32 секунды в матче с «Витязем».
В сезоне 2023/24 отыграл за «Трактор» 61 игру, забил 1 шайбу и сделал 4 результативные передачи.
Регулярный чемпионат КХЛ 2024 года вновь начал в основе первой челябинской команды. Бронзовый призёр КХЛ 2023/24.
В конце 2024 года перешёл в «Северсталь».